# Norðurþing
Norðurþing – gmina w północnej Islandii, w regionie Norðurland eystra. Obejmuje tereny nad zatokami Skjálfandi i Öxarfjörður (bez półwyspu Tjörnes, wchodzącego w skład gminy Tjörneshreppur), w tym większą część półwyspu Melrakkaslétta. Obejmuje również obszary w dolnym biegu rzeki Jökulsá á Fjöllum. Gminę zamieszkuje około 3,2 tys. mieszk. (2018), z czego większość w siedzibie gminy Húsavík (2,3 tys. mieszk.). Jedynymi większymi osadami w pozostałej części gminy są położone na półwyspie Melrakkaslétta miejscowości Kópasker (122 mieszk.) i Raufarhöfn (186 mieszk.).  

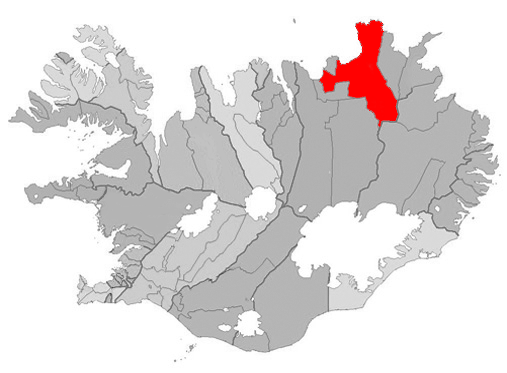
Położenie gminy Norðurþing na mapie administracyjnej kraju

Główną drogą w gminie jest droga nr 85. W gminie mieszczą się dwa porty lotnicze: Húsavík (połączenia z Reykjavíkiem i Akureyri) oraz Raufarhöfn. 
Gmina powstała w 2006 roku z połączenia gmin Húsavíkurbær, Kelduneshreppur, Öxarfjarðarhreppur i Raufarhafnarhreppur.
Do atrakcji turystycznych gminy należą główne miasto Húsavík oraz kanion rzeki Jökulsá á Fjöllum objęty ochroną w ramach parku narodowego Jökulsárgljúfur, ciągnący się od wąwozu Ásbyrgi po najpotężniejszy islandzki wodospad Dettifoss. Położone są one przy trasie turystycznej zwanej Diamentowym Kręgiem.